# Bomaanslag in Alexandrië op 1 januari 2011
Op 1 januari 2011 vond een zware aanslag op een koptische kerk in het Egyptische Alexandrië plaats. Hierbij kwamen 23 personen om het leven.
Na afloop van een kerkdienst op nieuwjaarsdag ging een bom af terwijl kerkgangers naar buiten kwamen. President Hosni Moebarak riep na de aanslag op tot eenheid tussen de religieuze groepen. Kopten reageerden teleurgesteld op de reacties van de politiek, daar deze voorbijgingen aan de onderdrukking en discriminatie van de christelijke minderheid. De kopten meenden dat de Egyptische regering te weinig deed om hen te beschermen.
Op 23 januari 2011 werd de aanslag opgeëist door de organisatie Army of Islam, gevestigd in Gaza.